# 鴻盟社
有限会社 鴻盟社（こうめいしゃ）は、東京都港区にある日本の出版社。特に曹洞宗関係の書籍を刊行している。

## 沿革
- 1895年、大内青巒居士により設立
- 1934年、臨済宗円覚寺派の熊崎閑田師が経営を引き継ぐ
- 1969年、鴻盟社ビルを熊崎報恩財団に寄付

## 主な刊行物
- 『現行曹洞宗宗制法規類纂』（曹洞宗宗務院編、1918年）
- 『禅と生活』（岩本勝俊著、1993年）

## 所在地
東京都港区白金1-1-2